# Fútbol Club Barcelona Juvenil "A"
Fútbol Club Barcelona Juvenil "A" este una dintre cele mai de succes echipe de tineret din Spania și a jucat un rol important în dezvoltarea multor jucători de talie mondială. Clubul are o academie de fotbal renumită, La Masia, care a produs o serie de jucători de top pentru FC Barcelona și alte cluburi din întreaga lume. Printre jucătorii celebri care au jucat pentru FC Barcelona B se numără Carles Puyol, Pep Guardiola și Luis Enrique. Echipa a fost fondată în 1970 și a jucat un rol important în dezvoltarea fotbalului în Spania și în întreaga lume. De-a lungul anilor, FC Barcelona B a produs o serie de jucători de top și a câștigat multe trofee importante, contribuind la succesul clubului în general.Echipa B a fost, de asemenea, implicată în dezvoltarea și testarea unor tactici noi și a unor jucători tineri care pot fi promovați la echipa principală în viitor. 

Fútbol Club Barcelona Juvenil "A" este echipa de tineret a clubului FC Barcelona. Acesta este un club spaniol de fotbal cu sediul în Barcelona, care joacă în La Liga, prima divizie a fotbalului spaniol.
Fútbol Club Barcelona Juvenil "A" joacă in División de Honor Juvenil.